# Porto
Porto (även Oporto; portugisiskt uttal: [ˈpoɾtu] ( lyssna)) är den näst största staden i Portugal, belägen i den norra delen av landet, cirka 6 km från floden Douros mynning i Atlanten.
Den har 237 600 invånare (2011) i den centrala kommunen och 1,4 miljoner invånare i hela storstadsområdet.
Porto är en stad med livlig sjöfart och tillverkningsindustrier. I området öster om staden vid floden Douros lopp produceras ett välkänt starkvin – portvin – som till stor del exporteras.
2001 var Porto tillsammans med den nederländska staden Rotterdam Europas kulturhuvudstäder.
Stadens stolthet inom idrotten är FC Porto, som vid finalen i Uefa Champions League 2003/2004 besegrade det franska laget AS Monaco.

## Historia
Porto var under romersk tid känd som Portus Cale, ett namn som senare kom att ge upphov till landsnamnet Portugal (via namnformen Portucale). År 540 erövrades staden av visigoterna, 716 av araberna och 1092 slutligen av de kristna. Då hade staden varit ett stridsäpple mellan kristna och moriska styrkor ända sedan den första kristna återerövringen 868.
1392 föddes Henrik Sjöfararen i Porto, som son till kung Johan I och drottning Filippa av Lancaster. Paret hade några år tidigare gift sig i staden, och den äktenskapliga föreningen bidrog till att förstärka kontakterna mellan de västeuropeiska länderna Portugal och England. Produktionen av portvin inleddes på 1700-talet på allvar av engelska inhandlare.

## Indelning

### Stadsdelar
Porto är indelad i sju freguesias (kommundelar):
- Aldoar, Foz do Douro e Nevogilde
- Bonfim
- Campanhã
- Cedofeita, Santo Ildefonso, Sé, Miragaia, São Nicolau e Vitória
- Lordelo do Ouro e Massarelos
- Paranhos
- Ramalde

### Grande Porto
Grande Porto – Stor-Porto – är ett storstadsområde, som omger staden Porto. Det är Portugals näst största storstadsområde, efter huvudstadsregionen Stor-Lissabon, och består av 11 kommuner med cirka 1 400 000 invånare. De 11 kommunerna är:
- Espinho
- Gondomar
- Maia
- Matosinhos
- Porto
- Póvoa de Varzim
- Santo Tirso
- Trofa (historisk del av Porto, vid Douro-floden)
- Valongo
- Vila do Conde
- Vila Nova de Gaia

## Galleri

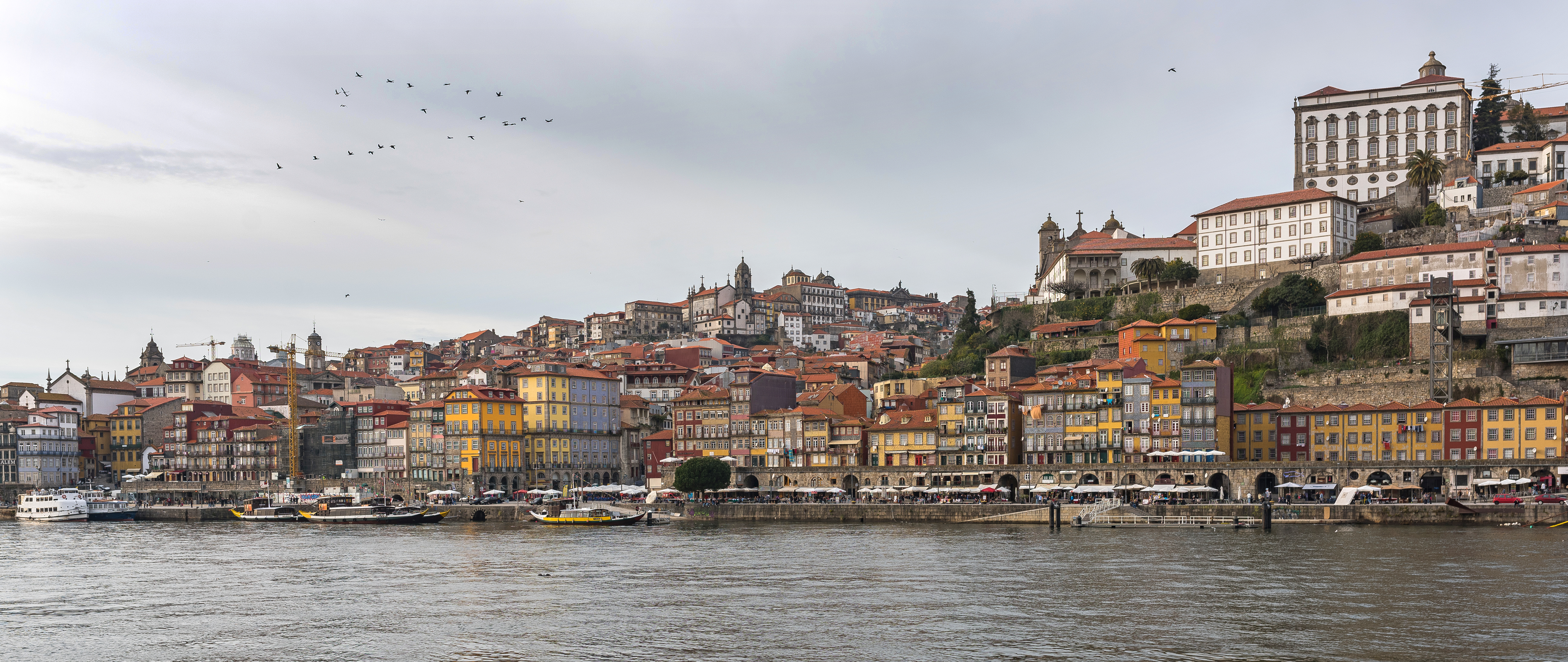
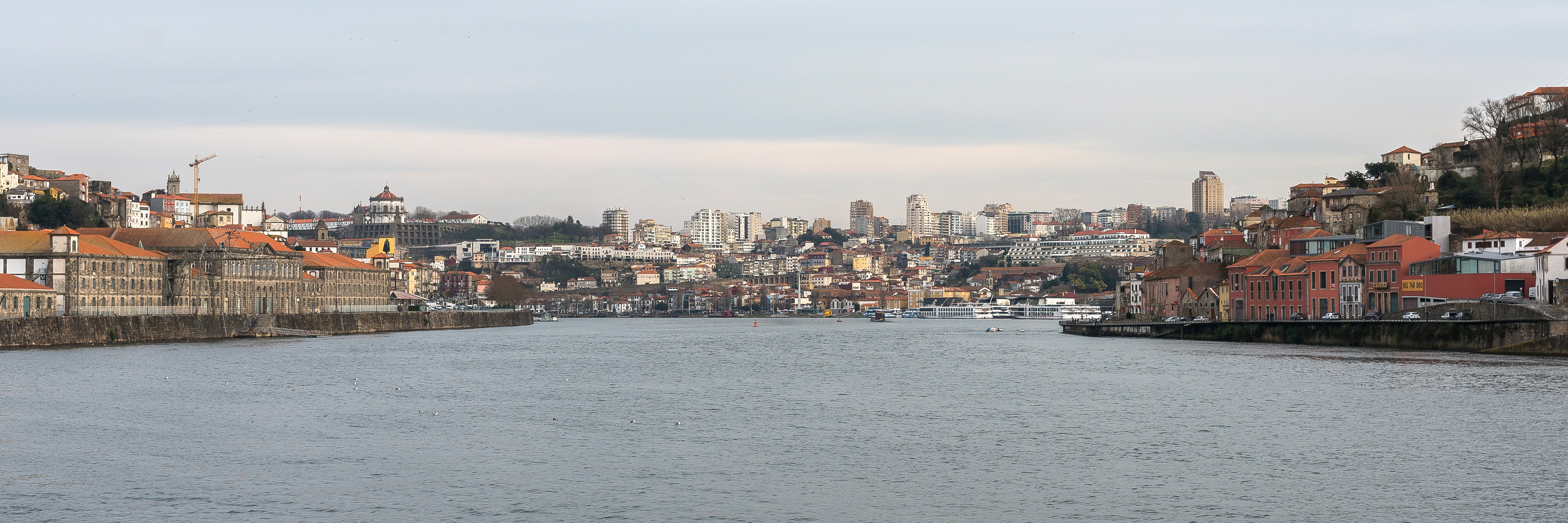
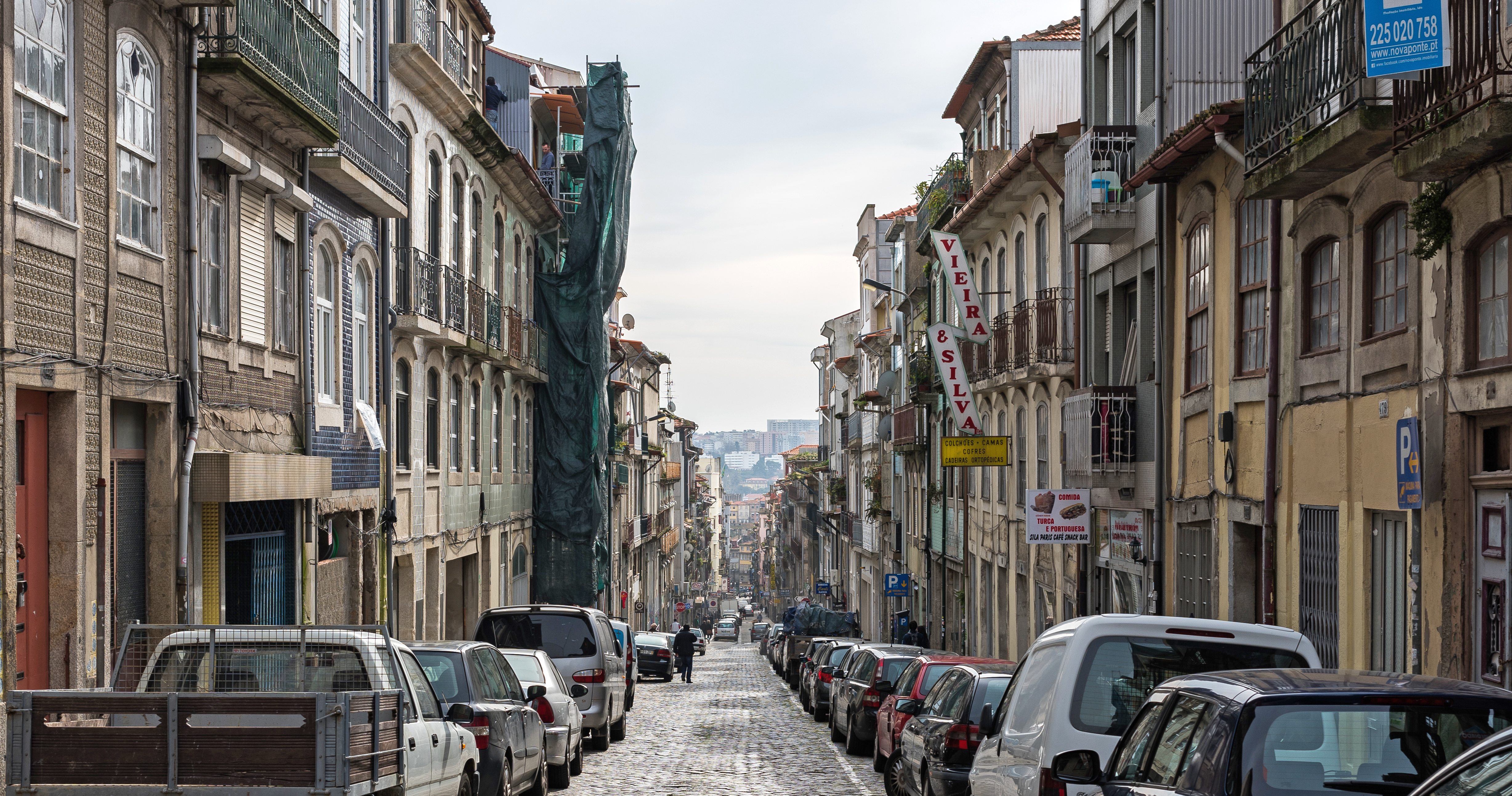
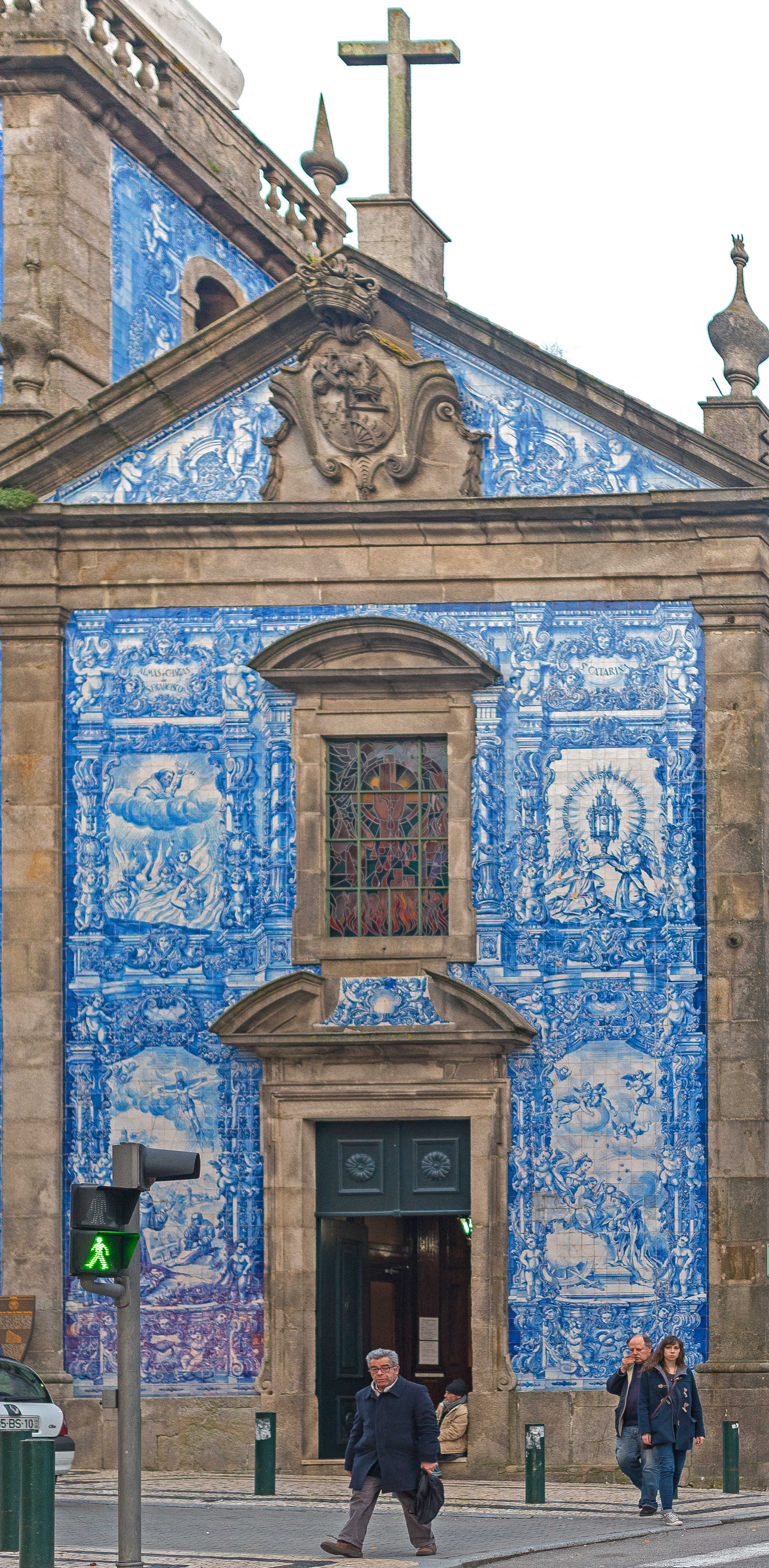
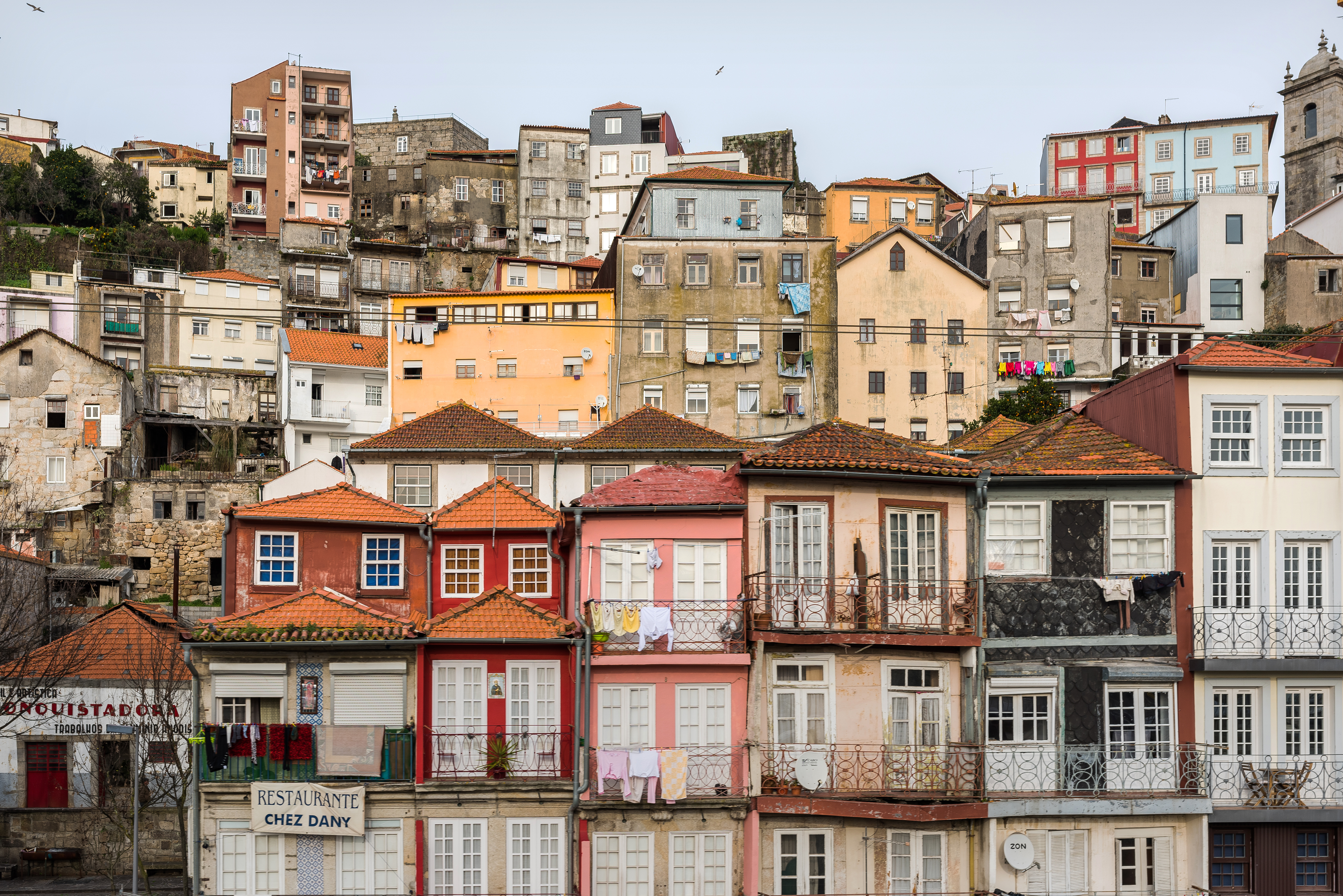
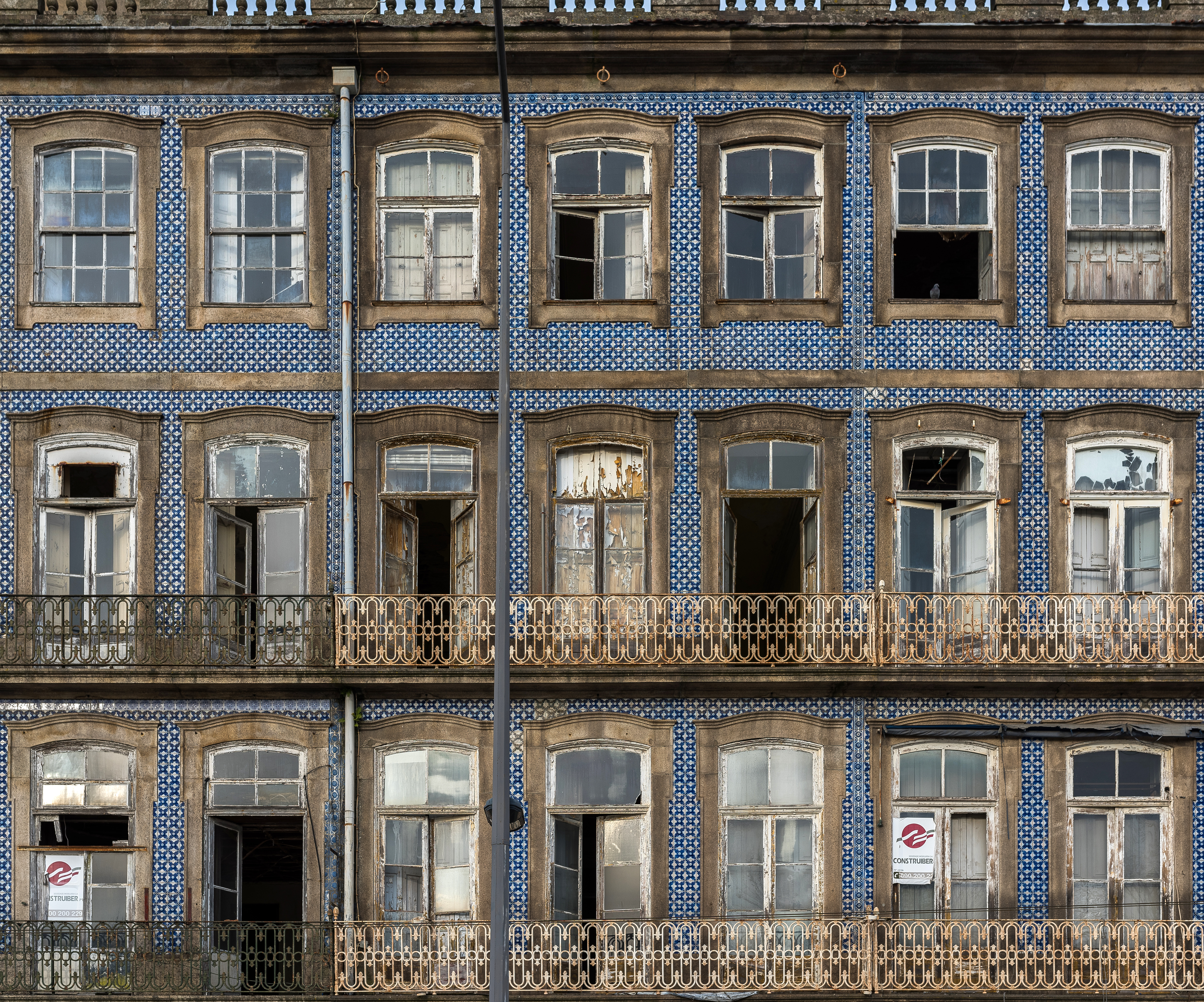
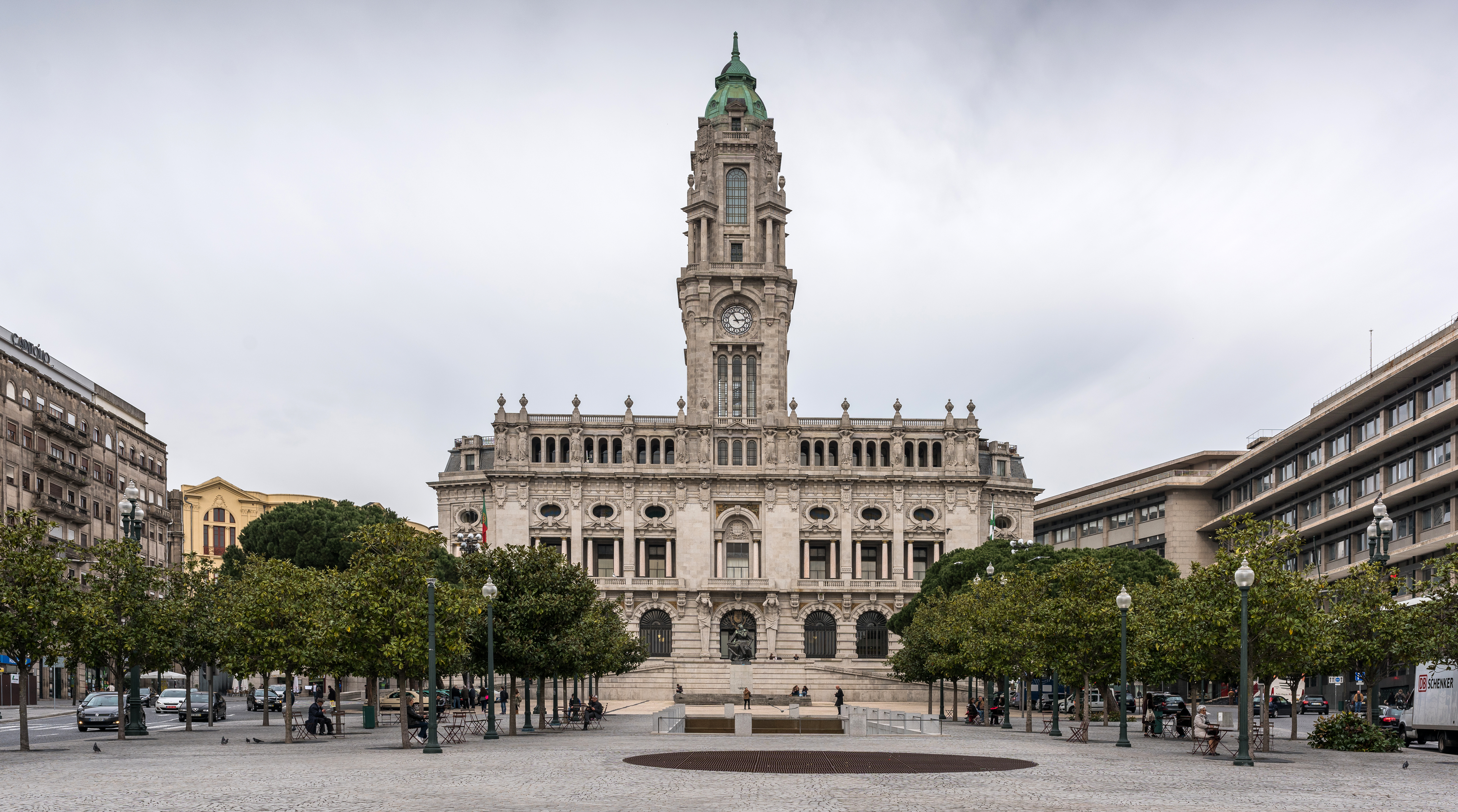
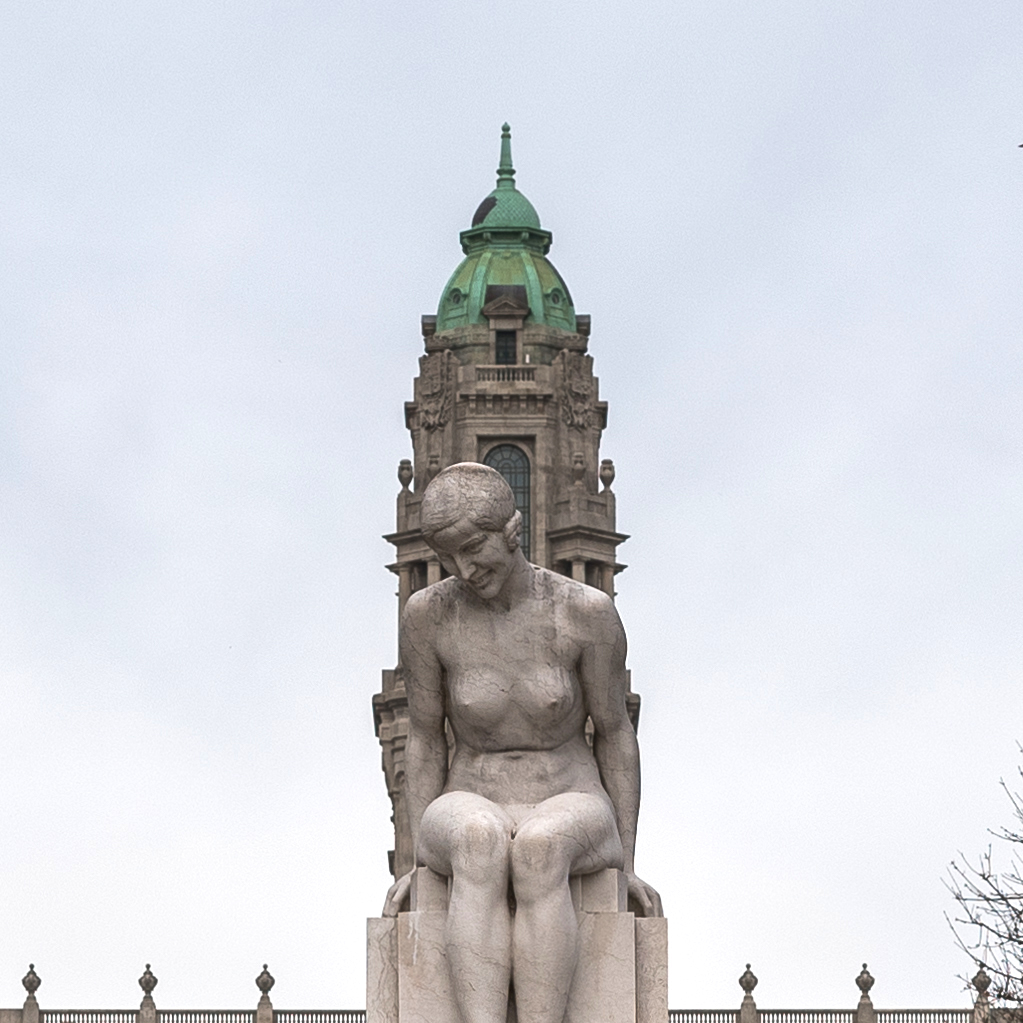

## Ekonomi
Turismen är en av Portos största näringar, med exempelvis flera märkliga kyrkor bland sevärdheterna. Orten har sedan millennieskiftet blivit destination för ett antal lågprisflyg, och två gånger under 2010-talet har Porto utsetts till Europas bästa semesterort. Staden inrymmer ett antal olika kulturinstitutioner och har två universitet (grundade 1911 respektive 1986).
Porto är även centrum för både handel och industri i norra Portugal, som centrum i en region med en mängd större och mindre städer. Den mest kända exportprodukten är portvinet, som fått sitt namn av staden. Den industriella hanteringen av vin är i staden koncentrerad till förorten Vila Nova de Gaia söder om Douro.
Hamnen i Portos centrum kan endast nås av mindre fartyg, och regionens stora djuphamn ligger 8 km åt nordväst, nära förorten Matosinhos. Där finns även oljeraffinaderier och diverse petrokemisk industri.
Den större delen av Portos varierade industriproduktion sker i området i norr väster och norr. Detta inkluderar vägen till den internationella flygplatsen.

### Kommunikationer

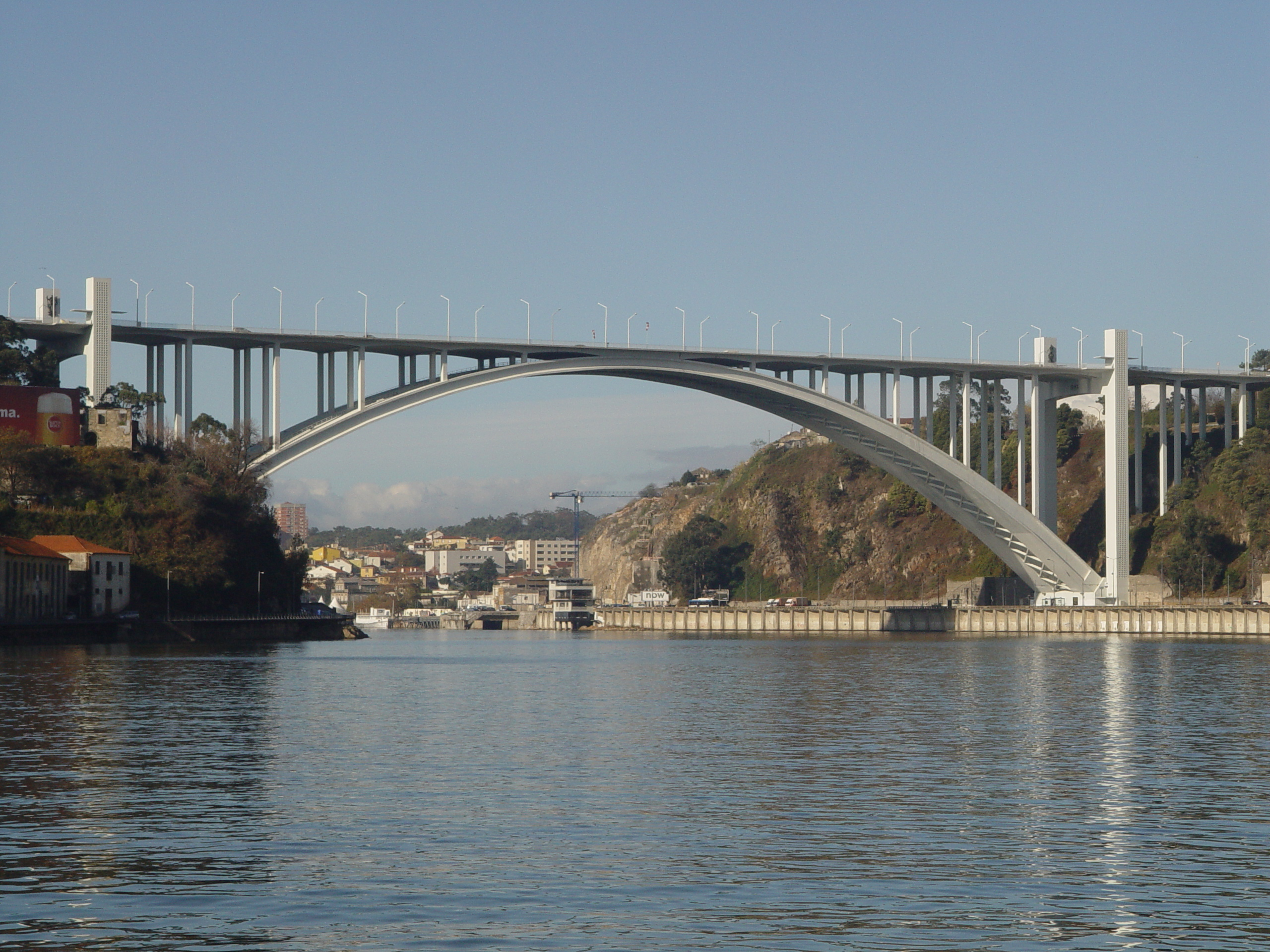
Ponte da Arábida
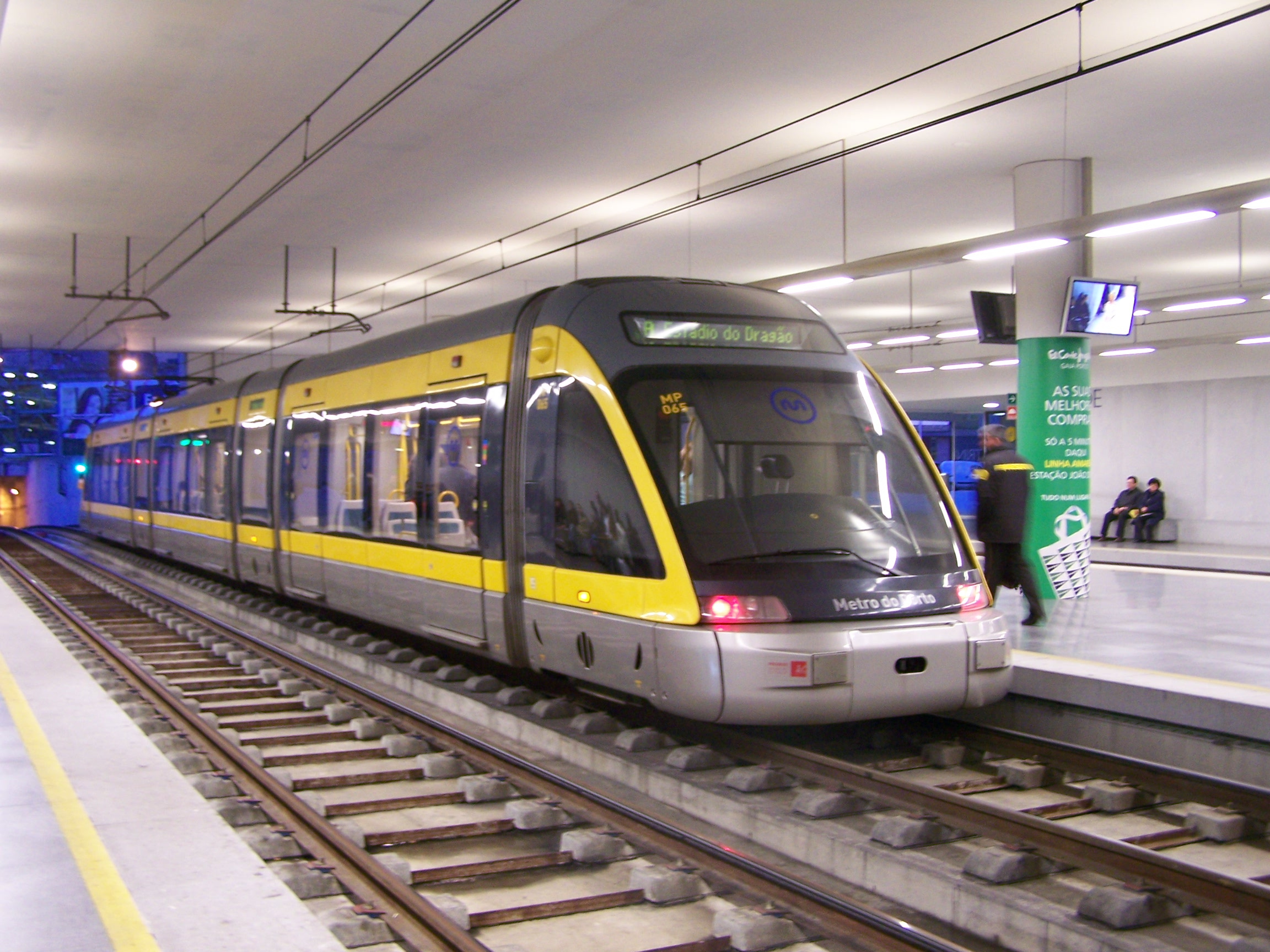
Tunnelbanestationen Trindade
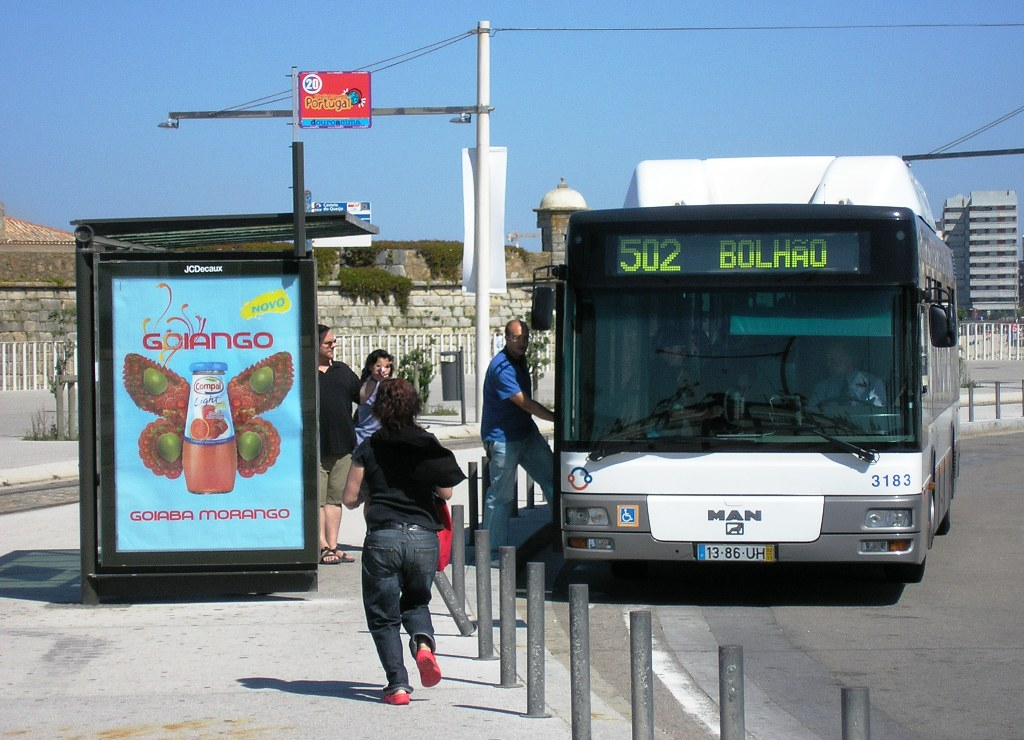
Buss till Bolhão
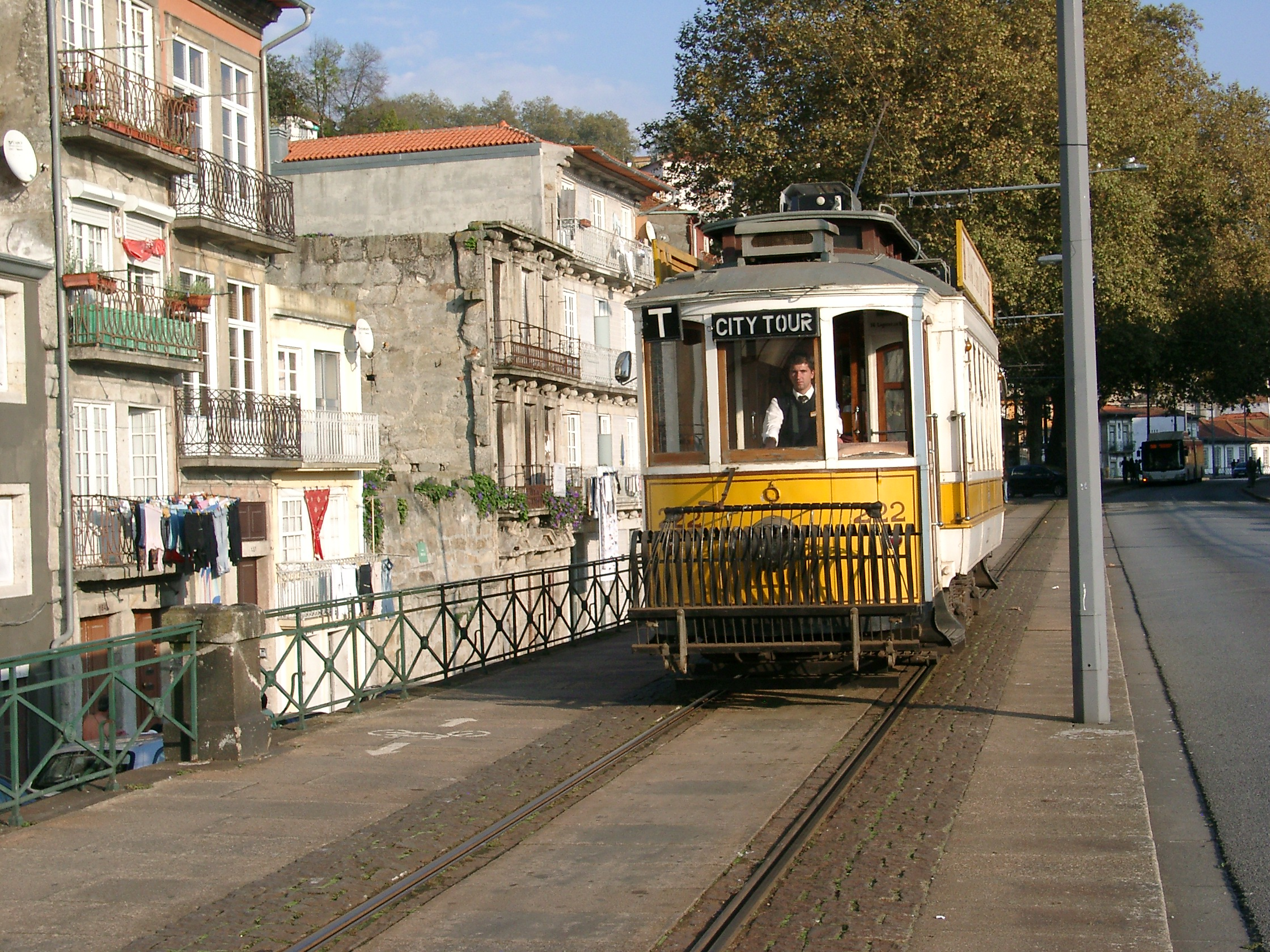
Turistspårvagn i Miragaia
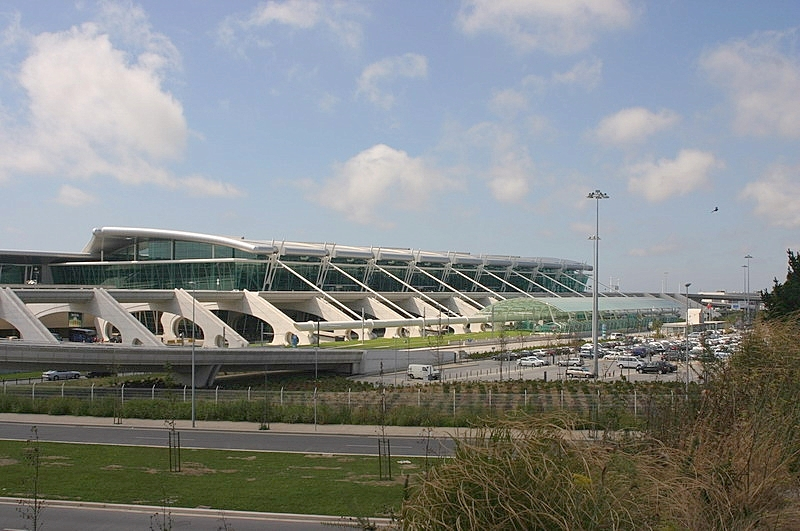
Aeroporto Francisco Sá Carneiro
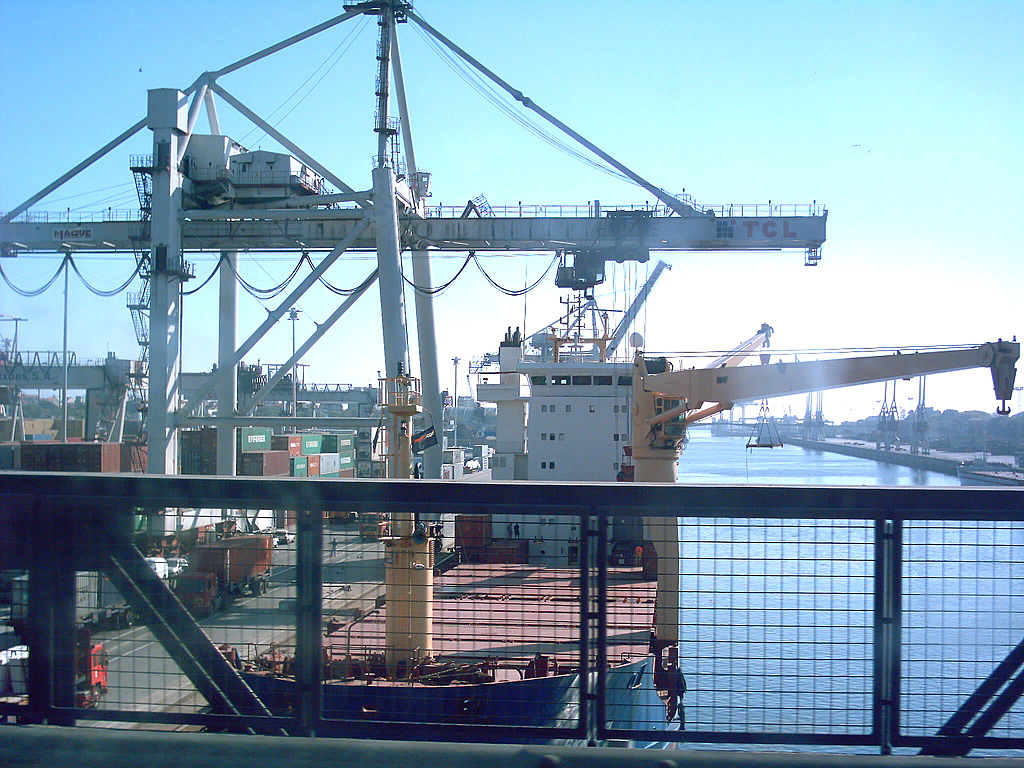
Hamn i Leixões

## Stadsbild och kultur
Staden inrymmer ett antal olika kulturinstitutioner och har två universitet (grundade 1911 respektive 1986).
Portos historiska centrum upptogs år 1996 på Unescos lista över världsarv. 
Fem år senare fungerade staden som Europeisk kulturhuvudstad.

### Sevärdheter

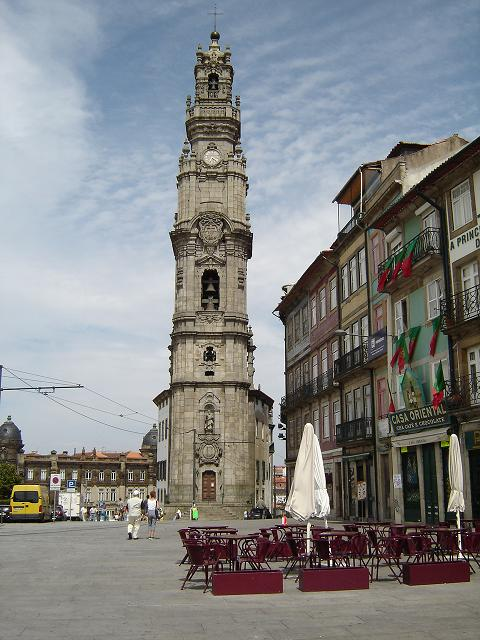
Torre dos Clérigos

- São Martinho de Cedofeita kyrka - 1100-talet
- Ponte Dom Luís I (bro - 1886)
- Ponte Dona Maria Pia (bro - 1877)
- Ponte da Arrábida (bro - 1963)
- Sé do Porto (Katedralen - 1200-talet)
- Bolsa (Börsen - 1800-talet)
- Igreja dos Clérigos (kyrka - 1732–1748)
- Torre dos Clérigos (torn - 75 m - 1754–1763)
- Palácio das Carrancas
- Museu Nacional de Soares dos Reis (museum)
- Museu Serralves (museum)
- Casa da Música (musikhus2005)
- Estádio do Dragão (fotbollsarena)
- Praça da Liberdade (torg)
- Cais da Ribeira (hamnområde)
- Rua dos Clérigos (gata)

### Parker

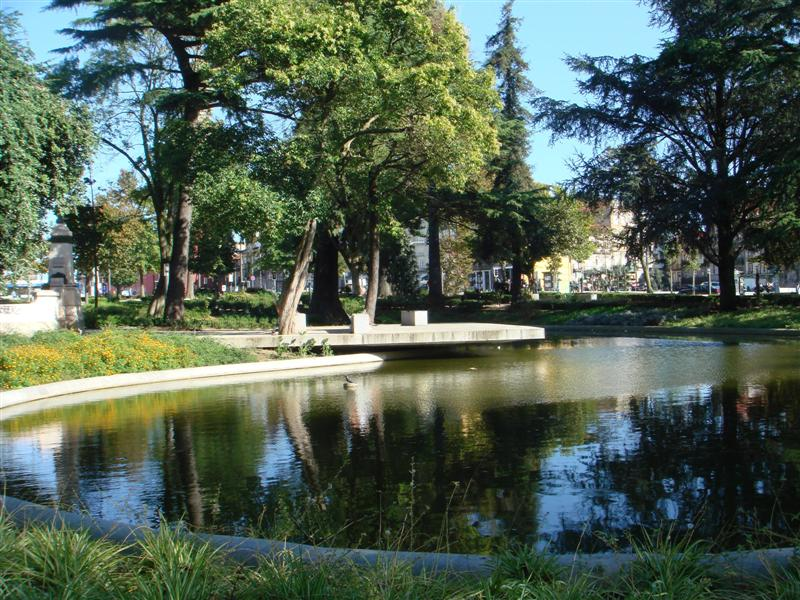
Jardim da Cordoaria

- Parque da Cidade[8][9]
- Parque de Serralves[10][11]
- Jardins do Palácio de Cristal[12]
- Jardim Botânico[13]
- Jardim da Corujeira[12]
- Jardim da Pena[12]
- Jardim da Praça da República[12]
- Jardim das Virtudes[12]
- Jardim de Arca D'Água[12]
- Jardim de S. Lázaro[12]
- Jardim do Carregal[12]
- Jardim do Passeio Alegre[12]
- Jardim da Cordoaria[12]

### Idrott

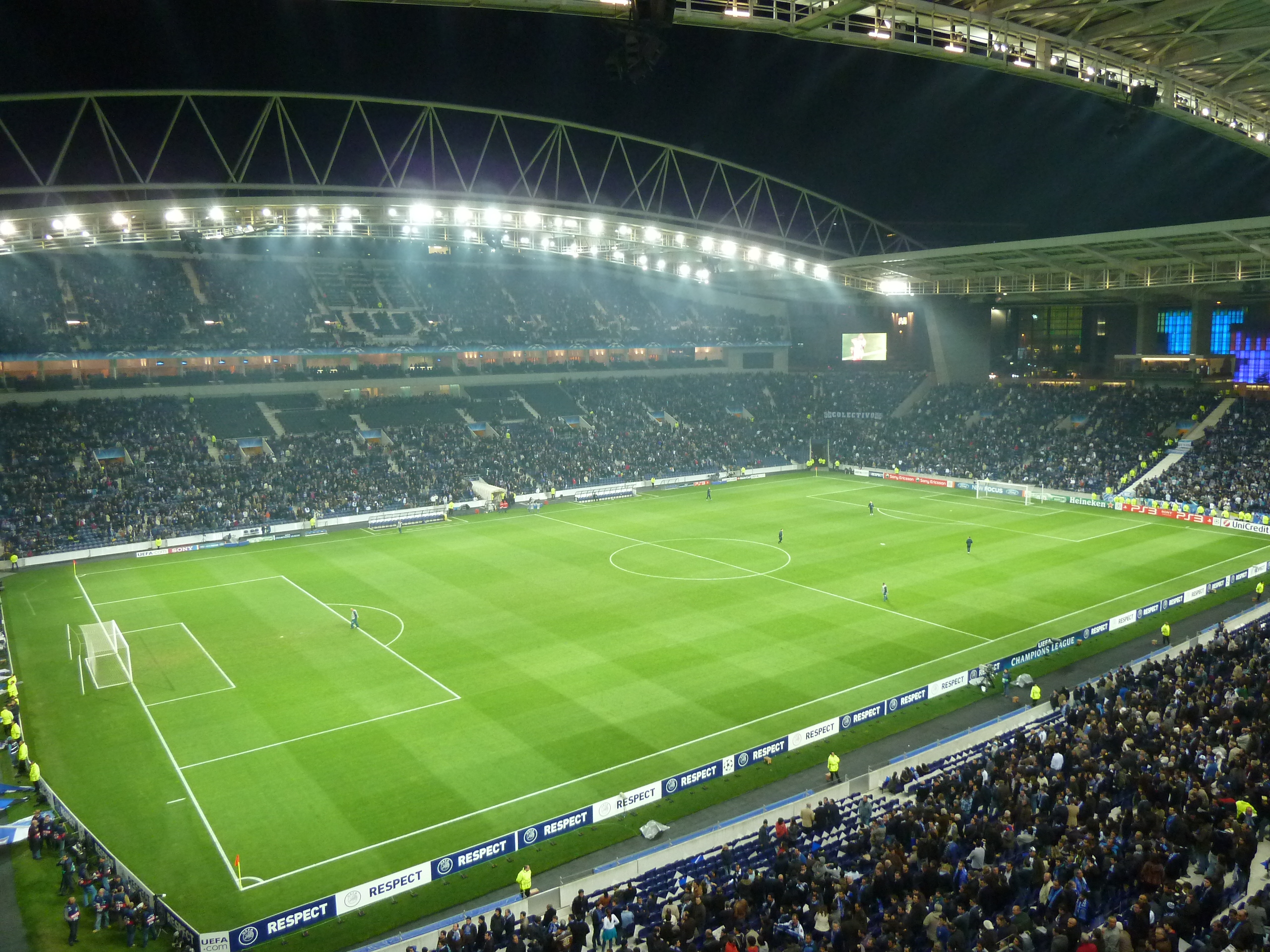
Estádio do Dragão

Portos två största idrottsklubbar är Futebol Clube do Porto och Boavista Futebol Clube. 
- Futebol Clube do Porto, vanligen kallat Porto, har ett fotbollslag som spelar i Primeira Liga .[14]
- Boavista Futebol Clube, vanligen kallat Boavista, har ett fotbollslag som spelar i Primeira Liga.[15]

Stadens främsta fotbollsarena är Estádio do Dragão. När det gäller basket är det Pavilhão Rosa Mota som är stadens främsta.
- Estádio do Dragão är fotbollsklubben Portos idrottsarena i stadsdelen Campanhã.[14]
- Estádio do Bessa är fotbollsklubben Boavistas idrottsarena i stadsområdet Boavista.[15]

## Kända personer med anknytning till Porto
- Henrik Sjöfararen (1394-1460; prins)[16]
- Almeida Garrett (1799–1854; författare)[17]